# Bataille de Hochkirch
Guerre de Sept Ans
Batailles
- Minorque (navale) (1756)
- Pirna (1756)
- Lobositz (1756)
- Reichenberg (1757)
- Prague (1757)
- Kolin (1757)
- Hastenbeck (1757)
- Gross-Jägersdorf (1757)
- Moys (1757)
- Rochefort (1757)
- Rossbach (1757)
- Breslau (1757)
- Leuthen (1757)
- Carthagène (navale) (1758)
- Olomouc (1758)
- Saint-Malo (1758)
- Rheinberg (1758)
- Krefeld (1758)
- Domstadl (1758)
- Cherbourg (1758)
- Zorndorf (1758)
- Saint-Cast (1758)
- Tornow (1758)
- Lutzelberg (1758)
- Hochkirch (1758)
- Bergen (1759)
- Kay (1759)
- Minden (1759)
- Kunersdorf (1759)
- Neuwarp (navale) (1759)
- Hoyerswerda (1759)
- Baie de Quiberon (navale) (1759)
- Maxen (1759)
- Meissen (1759)
- Glatz (1760)
- Landshut (1760)
- Corbach (1760)
- Emsdorf (1760)
- Dresde (1760)
- Warburg (1760)
- Liegnitz (1760)
- Rhadern (1760)
- Berlin (1760)
- Kloster Kampen (1760)
- Torgau (1760)
- Belle-Île (1761)
- Langensalza (1761)
- Cassel (1761)
- Grünberg (1761)
- Villinghausen (1761)
- Ölper (1761)
- Kolberg (1761)
- Wilhelmsthal (1762)
- Burkersdorf (1762)
- Lutterberg (1762)
- Reichenbach (1762)
- Almeida (1762)
- Valencia de Alcántara (1762)
- Nauheim (1762)
- Vila Velha de Ródão (1762)
- Cassel (1762)
- Freiberg (1762)

- Jumonville Glen (1754)
- Fort Necessity (1754)
- Fort Beauséjour (1755)
- 8 juin 1755
- Monongahela (1755)
- Petitcoudiac (1755)
- Lac George (1755)
- Fort Bull (1756)
- Fort Oswego (1756)
- Kittanning (1756)
- En raquettes (1757)
- Pointe du Jour du Sabbat (1757)
- Fort William Henry (1757)
- German Flatts (1757)
- Lac Saint-Sacrement (1758)
- Louisbourg (1758)
- Le Cran (1758)
- Fort Carillon (1758)
- Fort Frontenac (1758)
- Fort Duquesne (1758)
- Fort Ligonier (1758)
- Québec (1759)
- Fort Niagara (1759)
- Beauport (1759)
- Plaines d'Abraham (1759)
- Sainte-Foy (1760)
- Neuville (1760)
- Ristigouche (navale) (1760)
- Mille-Îles (1760)
- Signal Hill (1762)

- Cap-Français (1757)
- Martinique (1759)
- Guadeloupe (1759)
- Dominique (1761)
- Martinique (1762)
- Cuba (1762)

- Chandernagor (1757)
- Plassey (1757)
- Gondelour (1758)
- Négapatam (navale) (1758)
- Condore (1758)
- Madras (1758)
- Pondichéry (navale) (1759)
- Masulipatam (1759)
- Chinsurah (1758)
- Wandiwash (1760)
- Pondichéry (1760-1761)
- Manille (1762)

- Saint-Louis (1758)
- Gorée (1758)
- Gambie

La bataille de Hochkirch opposa le 14 octobre 1758, l'Autriche et la Prusse autour du village de Hochkirch, 9 km à l'est de Bautzen en Saxe. Une armée prussienne de 31 000 hommes fut défaite par une armée autrichienne de 80 000 hommes.

## Contexte
Pendant l'été 1758, Frédéric II doit mener des opérations difficiles contre les Russes. Tandis qu'il est occupé à l'est, les forces autrichiennes, commandées par le feld-maréchal von Daun, cherchent à pénétrer en Silésie sur son flanc sud ; cependant, le relief montagneux et les habiles dispositions défensives du prince Henri de Prusse les amènent à changer leurs projets et à se tourner vers la Saxe électorale, occupée par le roi de Prusse depuis le début de la guerre. Les forces de von Daun doivent faire leur jonction sur l'Elbe avec l'armée de l'Empire, c'est-à-dire les contingents des petits États allemands sous le commandement du duc de Deux-Ponts, pour libérer la Saxe avant de marcher sur Berlin. L'armée de l'Empire avance lentement vers Pirna, les forces d'Henri de Prusse livrant des combats de retardement, tandis que la principale armée autrichienne se dirige vers Görlitz en Lusace et qu'un autre corps autrichien, commandé par le général von Laudon, opère une diversion vers Cottbus. Von Daun tente, sans succès, d'encercler les forces très inférieures en nombre d'Henri de Prusse. Cependant, Frédéric II livre bataille aux Russes contre lesquels il remporte la coûteuse victoire de Zorndorf (25 août 1758). Il peut alors revenir vers la Saxe et faire sa jonction avec l'armée du général von Zieten le 1er septembre.
Von Daun, qui ne souhaite pas risquer une bataille contre Frédéric II, occupe une position défensive autour de Stolpen, sur la rive est de l'Elbe, deux ponts lui permettant de communiquer avec l'armée de l'Empire qui se trouve à Pirna, sur la rive ouest ; il peut ainsi couvrir la Silésie où une autre armée autrichienne se prépare à mettre le siège devant Neisse (en Pologne actuelle, près de la Nysa Kłodzka). En face, l'armée du prince Henri se trouve autour de Maxen, les ponts de Dresde lui permettant de communiquer avec celles de Frédéric II qui se trouve à Reichenberg. Le roi de Prusse tente une manœuvre vers Zittau, ville qui sert de centre d’approvisionnement aux Autrichiens, pour obliger von Daun à livrer bataille ou à se retirer de Saxe ; la saison pluvieuse rend les déplacements difficiles pour les deux camps. Le général prussien Wolf Friedrich von Retzow occupe Bautzen avec 10 000 hommes, inquiétant les communications de l'armée autrichienne ; Frédéric II commence à transférer ses approvisionnements de Dresde à Bautzen ; l'armée prussienne se trouve alors morcelée par les escortes importantes qu'il faut fournir aux convois.
Dans la nuit du 5 au 6 octobre, von Daun, craignant d'être coupé de ses bases par l'avance prussienne, déplace son armée de Stolpen vers Zittau. Frédéric II avance à son tour vers les hauteurs boisées de Hochkirch ; des escarmouches opposent les deux armées pendant quelques jours. Frédéric II est persuadé que von Daun, général excessivement prudent, ne va pas prendre le risque d'attaquer ; il est entretenu dans cette erreur par les faux rapports d'un espion. Contre l'avis de ses généraux, le roi décide de dresser son camp, en infériorité numérique, à proximité de l'armée ennemie.

## Bataille

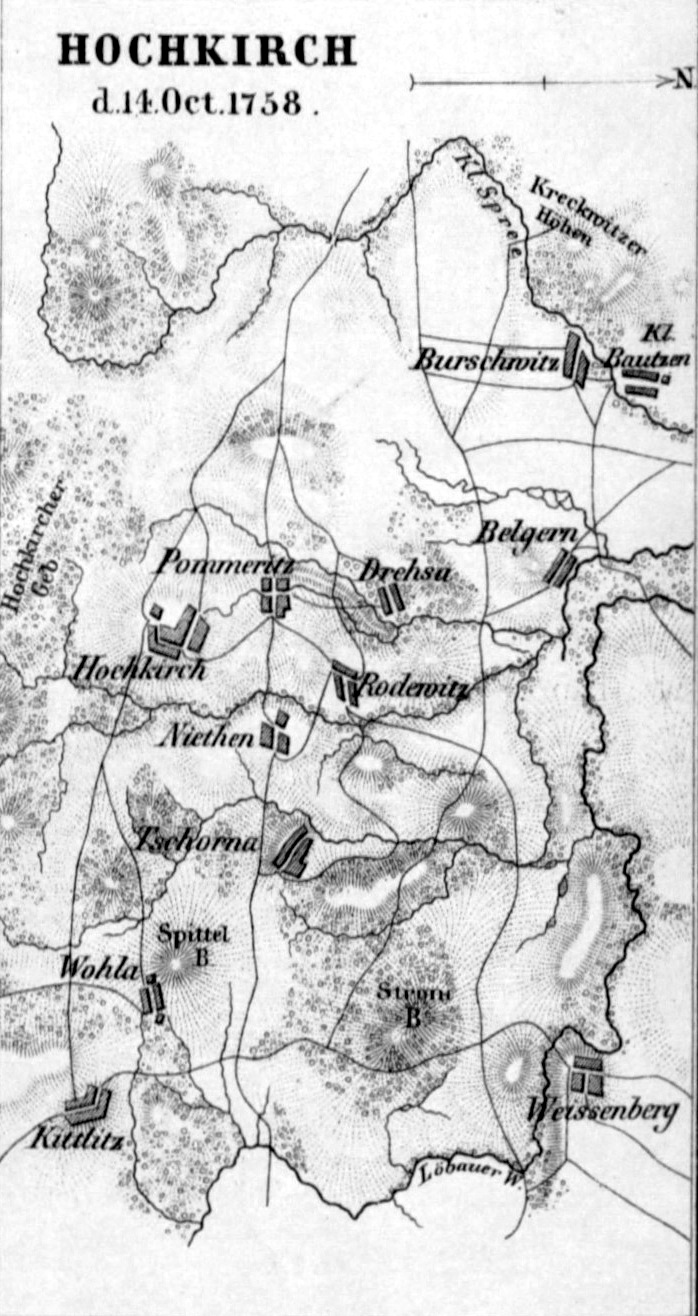
Champ de bataille de Hochkirch le 14 octobre 1758. Ferdinand Schmidt, 1864.

Dans la nuit du 14 octobre, von Daun fait avancer son armée principale par les hauteurs boisées, tenues par le corps de Laudon, qui dominent le camp de l'aile droite prussienne à Hochkirch ; d'autres corps autrichiens se positionnent de manière à neutraliser l'aile gauche prussienne et le corps détaché du général Retzow, à Weißenberg, dès que l'attaque principale serait lancée. La manœuvre, exécutée en silence, permet un effet de surprise complet. À 5 heures du matin, la cloche de l'église de Hochkirch servant de signal, les Autrichiens passent à l'attaque, emportent les redoutes prussiennes, s'emparent de la principale batterie d'artillerie et retournent aussitôt ses canons contre les Prussiens. Frédéric II, réveillé en hâte, ordonne une contre-attaque pour arrêter la déroute de son infanterie ; il perd beaucoup d'hommes, dont le feld-maréchal Keith qui est tué, et doit finalement ordonner l'évacuation de Hochkirch. Le colonel Siegmund Moritz Wilhelm von Langen (de), qui défendait le cimetière de Hochkirch avec 600 hommes contre des forces autrichiennes beaucoup plus nombreuses, se trouve à court de munitions et ordonne à ses hommes d'évacuer la place ; lui-même, capturé par les Autrichiens, mourra de ses blessures le 21 octobre.
Quand le lever du jour et la dissipation du brouillard rendent les mouvements des troupes visibles, Frédéric II se voit menacé d'encerclement. Il rassemble ses troupes autour de Drehsa (près de Weißenberg). Dans le même temps, un combat indécis oppose l'aile gauche prussienne au corps autrichien du duc d'Aremberg ; l'aile gauche prussienne perd sa batterie d'artillerie mais évite l'encerclement et fait sa jonction avec le corps du général Retzow qui doit lui aussi abandonner sa position. Cependant, von Daun doit réorganiser ses forces, dispersées pendant les combats de la nuit, et renonce à couper la retraite à l'armée prussienne qui se replie en bon ordre vers Kleinbautzen, couverte par la cavalerie du général von Seydlitz.

## Conséquences

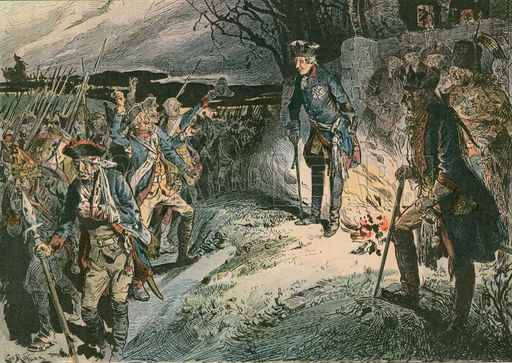
Frédéric le Grand après la bataille de Hochkirch, par Carl Röchling, v. 1900.

Cette bataille est l'une des plus cuisantes défaites de Frédéric II de Prusse avec les batailles de Kunersdorf et Kolin. Les pertes sont sensiblement égales dans les deux camps (9 000 Prussiens contre 8 000 Autrichiens) mais Frédéric II a perdu une centaine de canons, 28 drapeaux, son camp, ses bagages et deux feld-maréchaux : l’Écossais Keith, qui est tué, et Maurice d'Anhalt-Dessau, capturé. Cependant, la retraite en bon ordre de l'armée prussienne n'a pas permis à von Daun de tirer profit de sa victoire. Frédéric II, éprouvé par sa défaite et par la mort, survenue le même jour, de sa sœur préférée, la margrave Wilhelmine de Bayreuth, reste pourtant confiant dans l'issue de la guerre. Von Daun reçoit les félicitations de l'impératrice Marie-Thérèse et du pape Clément XIII mais, malgré sa victoire et sa supériorité numérique, il ne bouge pas de son camp retranché près de Belgern. Frédéric II en profite pour reprendre Görlitz et marcher vers Neisse, assiégée par les Autrichiens depuis le 26 octobre ; l'avance du roi oblige le général autrichien Ferdinand Philipp von Harsch (de) à lever le siège de la place.